# Schausia
Schausia là một chi bướm đêm thuộc họ Noctuidae.

## Loài
- Schausia coryndoni Rothschild, 1896
- Schausia dambuza Kiriakoff, 1975
- Schausia gladiatoria Holland, 1893
- Schausia greenwayiae Stoneham, 1963
- Schausia langazana Kiriakoff, 1974
- Schausia leona Schaus & Clemens, 1893
- Schausia mantatisi Kiriakoff, 1975
- Schausia mkabi Kiriakoff, 1974